# HMS Goathland (L27)
HMS Goathland (L27) là một tàu khu trục hộ tống lớp Hunt Kiểu III của Hải quân Hoàng gia Anh Quốc được hạ thủy và nhập biên chế năm 1942. Nó đã hoạt động trong Chiến tranh Thế giới thứ hai cho đến khi bị hư hại nặng do trúng mìn trong eo biển Manche vào ngày 22 tháng 7, 1944. Do việc sửa chữa không có hiệu quả kinh tế, con tàu bị tháo dỡ năm 1946.

## Thiết kế và chế tạo
Goathland được đặt hàng vào ngày 27 tháng 8, 1940 cho hãng Fairfield Shipbuilding and Engineering Company tại Govan, Glasgow, Scotland trong Chương trình Chiến tranh Khẩn cấp 1940 và được đặt lườn vào ngày 30 tháng 1, 1941. Công việc chế tạo bị trì hoãn do xưởng tàu bị hư hai bởi cuộc không kích xuống khu vực Clyde vào tháng 3, 1941, và con tàu chỉ được hạ thủy vào ngày 3 tháng 2, 1942 và hoàn tất vào ngày 6 tháng 11 năm 1942. Con tàu được cộng đồng dân cư Axbridge thuộc hạt Somerset đỡ đầu trong khuôn khổ cuộc vận động gây quỹ Tuần lễ Tàu chiến năm 1942. Tên nó được đặt theo rừng săn cáo Goathland tại Scarborough, North Yorkshire, và là chiếc tàu chiến duy nhất của Hải quân Anh được đặt cái tên này.

## Lịch sử hoạt động

### 1943
Sau khi hoàn tất chạy thử máy, Goathland chuyển đến Scapa Flow vào tháng 11, 1942, nơi nó gia nhập Hạm đội Nhà và tiếp tục được trang bị hoàn thiện. Sang tháng 1, 1943, nó được điều đến Portsmouth và gia nhập Chi hạm đội Khu trục 15. Con tàu đảm nhiệm việc tuần tra và hộ tống vận tải ven biển tại khu vực eo biển Manche và Khu vực Tiếp cận phía Tây. Nó từng được phái đi truy lùng và đánh chặn không thành công một đoàn tàu vận tải đối phương, bao gồm chiếc tàu buôn vượt phong tỏa Togo.
Sang ngày 16 tháng 3, Goathland cùng với các tàu khu trục Ashanti (F51) và HMS Douglas, các tàu khu trục hộ tống Badsworth (L03), Eggesford (L15) và Whaddon (L45), tàu khu trục Ba Lan ORP Krakowiak (L115) cùng các tàu xà lúp Woodpecker (U08) và Wren (U26) tham gia thành phần hộ tống cho Đoàn tàu WS28/KMF11 tuần tự sẽ đi sang Ấn Độ Dương và Gibraltar. Nó cùng Đoàn tàu KMF11 tách ra vào ngày 21 tháng 3 chuyển hướng sang Địa Trung Hải, đi đến Gibraltar, rồi tách khỏi các tàu vận tải để quay trở về Portsmouth.
Goathland tiếp tục hoạt động tuần tra và hộ tống vận tải tại khu vực eo biển. Vào ngày 27 tháng 4, nó cùng với tàu chị em Albrighton (L12) tham gia tấn công một đoàn tàu vận tải đối phương, bao gồm chiếc tàu buôn vượt phong tỏa Ý Butterfly; nó chịu đựng một số hư hại do hỏa lực bắn trả của đối phương. Đến ngày 29 tháng 5, đang khi hộ tống một đoàn tàu vận tải ven biển ngoài khơi Portland, nó đụng độ với các tàu phóng lôi E-boat; rồi lại cùng tàu chị em Limbourne (L57) đụng độ một lần nữa với các tàu phóng lôi E-boat vào ngày 3 tháng 9.
Nhằm chuẩn bị tham gia Chiến dịch Neptune, hoạt động hải quân trong khuôn khổ cuộc Đổ bộ Normandy, Goathland được rút khỏi chi hạm đội và được cải tạo thành một tàu chỉ huy. Nó đi đến Liverpool, trực thuộc Bộ chỉ huy Rosyth và được nâng cấp tại một xưởng tàu tư nhân tại Liverpool. Các cải tiến bao gồm bổ sung thiết bị thông tin liên lạc, tăng thêm chỗ nghỉ ngơi cho nhân sự thông tin và tác chiến thuộc cả Hải quân và Không quân, thay thế bệ pháo 20 mm phòng không nòng đơn thành nòng đôi, bổ sung một khẩu QF 2-pounder "Pom-pom" thứ hai trước mũi để phòng thủ chống tàu E-boat.

### 1944
Sau khi việc nâng cấp hoàn tất, Goathland tiến hành chạy thử máy vào tháng 2, 1944 trước khi đi đến Invergordon, Scotland nhằm chuẩn bị cho vai trò tàu chỉ huy. Nó tham gia các cuộc thực tập tại Burghead cùng Sư đoàn 3 Bộ binh và các tàu bè thuộc Lực lượng S, kéo dài cho đến tháng 3, trước khi cùng Lực lượng S đi đến Portsmouth vào tháng 4. Tại đây nó hoàn tất những công việc chuẩn bị cuối cùng cho chiến dịch đổ bộ sắp diễn ra, và tiếp tục các cuộc thực tập đổ bộ ngoài khơi Littlehampton và Brighton phối hợp cùng Lực lượng G và Lực lượng J trong tháng 5.
Vào ngày 3 tháng 6, Goathland gia nhập Đoàn tàu S2 tại Spithead, được tập trung để chuẩn bị vượt qua eo biển Manche; tuy nhiên Chiến dịch Overlord bị trì hoãn 24 giờ do thời tiết xấu, nên lực lượng chỉ khởi hành từ Spithead vào ngày 5 tháng 6 hướng đến bãi Sword. Vào ngày D 6 tháng 6, nó có mặt ngoài khơi bãi đổ bộ, chỉ đạo hoạt động đổ bộ của Lữ đoàn 8 Bộ binh, rồi tiếp tục vai trò chỉ huy cho đến ngày 17 tháng 6 cho sở chỉ huy mới được thành lập trên bờ. Nó quay trở về Spithead để được tiếp liệu trước khi quay trở lại ngoài khơi bãi đổ bộ vào ngày 19 tháng 6. Chiếc tàu khu trục phá hủy hai quả thủy lôi trôi nổi trên biển hai ngày sau đó, rồi quay trở về Spithead vào ngày 22 tháng 6. Nó chuyển giao vai trò chỉ huy, rồi đảm nhiệm việc tuần tra Khu vực Tấn công phía Đông tại Normandy.
Vào ngày 3 tháng 7, đang khi tuần tra cùng tàu chị em Bleasdale (L50), Goathland cứu vớt một phi công Đức bị bắn rơi và chuyển giao người tù binh cho Hải quân Hoa Kỳ khi quay trở về Spithead vào ngày hôm sau. Nó tiếp tục vai trò tuần tra và tìm kiếm cứu nạn tại Khu vực Tấn công phía Đông cho đến ngày 24 tháng 7, khi nó trúng thủy lôi và chịu đựng hư hại nặng cấu trúc con tàu. Trục chân vịt bị hư hại, cũng như turbine và máy phát điện bị hỏng. Nó được kéo quay trở về Anh.
Việc sửa chữa cho Goathland được tiến hành ở mức tối thiểu nhằm giúp cho con tàu có thể tự di chuyển bằng chính động lực của mình. Do việc sửa chữa triệt để những hư hại của nó đòi hỏi mất nhiều thời gian và nguồn lực, con tàu bị bỏ không tại Portsmouth trong khi thủy thủ đoàn được điều sang các con tàu mới đưa vào hoạt động. Nó được chuyển đến Clyde vào tháng 10.

### 1945
Sau khi chiến tranh kết thúc, con tàu được bán cho hãng BISCO, và được tháo dỡ bởi hãng West of Scotland tại xưởng tháo dỡ ở Troon gần Ayrshire, Scotland vào tháng 2, 1946.